# José Rogelio Buendía
José Rogelio Buendía Muñoz (ur. 1921 w Huelvie, zm. 2019 w Madrycie) – hiszpański historyk sztuki. W jego pracy naukowej wyróżniają się badania nad sztuką hiszpańskiego baroku i twórczością Francisca Goi.
Był profesorem Uniwersytetu Nawarry (1959–1967), profesorem nadzwyczajnym na Uniwersytecie Complutense w Madrycie (1967–1974), profesorem Uniwersytetu La Laguna (1974–1976) i Uniwersytetu w Barcelonie (1976–1982), gdzie był także prodziekanem i profesorem historii sztuki na Uniwersytecie Autonomicznym w Madrycie (1982–1996), gdzie był kierownikiem katedry. Prowadził kursy dla obcokrajowców na Uniwersytecie w Santander.

## Publikacje
- Las claves de arte manierista, 1986
- El Greco, 1988
- Velázquez, 1991